# Kom al-Sultan
Kom es-Sultan és una ciutat d'Egipte a 1 km al nord-est del Temple de Seti I a Abidos i a la mateixa distància de Umm al-Qa'ab a la riba occidental del Nil i a uns 15 km del riu. Avui la formen cases senzilles ocupades pels treballadors locals, la majoria pagesos. Antigament es creu que fou el lloc de la mateixa ciutat d'Abidos, les ruïnes de la qual van desaparèixer per la utilització agrícola del sòl. La necròpoli se situava a l'oest.